# Nephus bisignatus bisignatus
Nephus bisignatus bisignatus é uma subespécie de insetos coleópteros polífagos pertencente à família Coccinellidae.
A autoridade científica da subespécie é Boheman, tendo sido descrita no ano de 1850.
Trata-se de uma subespécie presente no território português.